# Bundeswehrfachschule

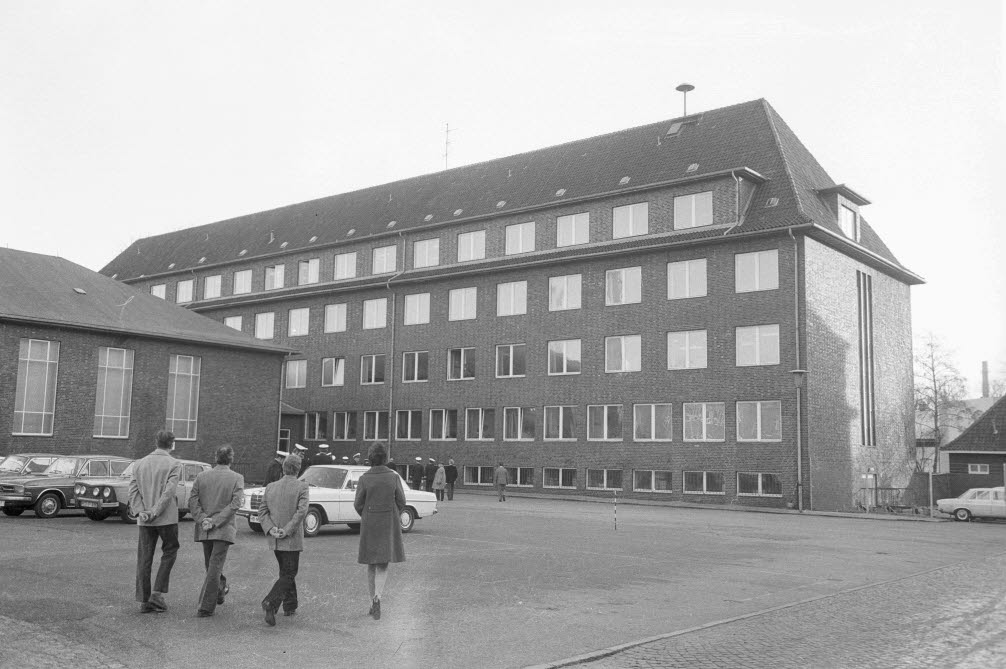
Die ehemalige Bundeswehrfachschule in Kiel (1973)

Die Bundeswehrfachschulen (BwFachS) sind Bildungseinrichtungen der Bundeswehr, an denen ausscheidende Zeitsoldaten mit mindestens vier Jahren Verpflichtungszeit und BO 41 (Berufsoffiziere im fliegerischen Dienst mit besonderer Altersgrenze) im Rahmen des BFD-Anspruchs (Berufsförderungsdienst der Bundeswehr) Schulabschlüsse nach der Dienstzeit erwerben und zurückliegende Schulkenntnisse auffrischen können. Zugleich werden für aktive Soldaten Zivilberufliche Aus- und Weiterbildung (ZAW) und Lehrgänge zur Vorbereitung auf die Ausbildung als Offizier des militärfachlichen Dienstes angeboten. Sie sind nicht mit den Fachschulen der Bundeswehr zu verwechseln.

## Lehrgangsangebot
An den Bundeswehrfachschulen werden Lehrgänge zur Erlangung der Mittleren Reife (Mittlerer Schulabschluss (MSA)) und der Fachhochschulreife angeboten. Lehrgänge zur Auffrischung von Schulkenntnissen sind der „Grundlagenlehrgang“ auf dem Niveau des Hauptschulabschlusses, der „Vorkurs“ auf dem Niveau der Mittleren Reife und der „Studienkurs“ auf dem Niveau der Hochschulzugangsberechtigungen.
Das Lehrgangsangebot der Bundeswehrfachschulen änderte sich mehrfach und wurde veränderten Rahmenbedingungen angepasst: So wurden Lehrgänge zum „Staatlich anerkannten Betriebswirt“ und zum „Staatlich geprüften Techniker“ ebenso eingestellt wie Lehrgänge zum „Staatlich anerkannten Erzieher“. Bis in die 1970er Jahre war an einzelnen Schulen der Erwerb der Allgemeinen Hochschulreife möglich. Zukünftig werden im Rahmen einer Schwerpunktbildung nicht mehr alle Lehrgänge zum Erwerb schulischer Abschlüsse an allen Bundeswehrfachschulen angeboten werden.
Seit April 2017 werden an den Bundeswehrfachschulen ZAW-Maßnahmen zur Erlangung des Berufsabschlusses „Kaufmann für Büromanagement“ und Lehrgänge für den Erwerb des Mittleren Schulabschlusses für aktive Zeitsoldaten angeboten. Im Oktober 2019 wurde ein ZAW-Lehrgang zur Erlangung des Berufsabschlusses „Fachinformatiker, Fachrichtung Systemintegration“ eingerichtet. Seit September 2020 wird an der Bundeswehrfachschule Köln die ZAW-Maßnahme „Geprüfte/-r Personalfachkaufmann/-frau (IHK)“ angeboten, eine Weiterbildung auf der DQR-Niveaustufe 6. Darüber hinaus wird ein Lehrgang zum Erwerb des Hauptschulabschlusses („MaoS“ (Mannschaften ohne Schulabschluss)) durchgeführt.
Im begrenzten Umfang besteht auch für aktive Soldaten die Möglichkeit, die Fachhochschulreife nachzuholen, um als Offiziersanwärter für die Laufbahn der Offiziere des Truppendienstes (OffTrpD) ein (Fachhochschul-)Studium an der Universität der Bundeswehr München aufzunehmen. Für Offizieranwärter für die Laufbahn der Offiziere des militärfachlichen Dienstes (OffzMilFD) wird ein spezieller Vorbereitungskurs für die Ausbildung im Bereich der Geodäsie angeboten. Ebenso werden als interne Weiterbildungsmaßnahmen Lehrgänge zur Planung, Durchführung und Evaluation kompetenzorientierter Aus- und Weiterbildungsmaßnahmen (KOA) für militärische und zivile Beschäftigte angeboten.
An der Bundeswehrfachschule Berlin wird im Rahmen der Militärischen Ausbildungshilfe in Kooperation mit der TU Berlin und der FU Berlin ein Lehrgang zur Feststellung der Studierfähigkeit für ausländische Lehrgangsteilnehmer, vergleichbar einem Studienkolleg, angeboten. Die Lehrgangsteilnehmer werden so befähigt, ein Studium an den Universitäten der Bundeswehr (HSU Hamburg und UniBw München) aufzunehmen.

## Unterrichtsorganisation
Zunächst wurde der Unterricht dienstzeitbegleitend durchgeführt. Ab 1966 erfolgte der Unterricht nach Dienstzeitende in einem Semesterrhythmus, was für die Schulen eine verlässlichere Planbarkeit bedeutete. Dieses System besteht bis heute. Ausnahmen hiervon sind die KOA-Lehrgänge, welche in einem zweiwöchigen Rhythmus durchgeführt werden. ZAW-Ausbildungen werden mit integriertem Betriebspraktikum in 21 Monaten als vollzeitschulische Berufsausbildung durchgeführt. Sie entsprechen somit der in der Regel dreijährigen Berufsfachschule.

## Organisatorische Unterstellung und Anerkennung der Abschlüsse
Die Bundeswehrfachschulen sind dem Bildungszentrum der Bundeswehr nachgeordnete Ortsbehörden und wurden am 1. Januar 2013 mit der Auflösung des Bundesamtes für Wehrverwaltung (BAWV) aus dessen Geschäftsbereich übernommen. Die Fachaufsicht über die Bundeswehrfachschulen üben einerseits das Bildungszentrum der Bundeswehr und das Bundesministerium der Verteidigung sowie andererseits die zuständige Schulaufsichtsbehörde des Bundeslandes, in dem die Bundeswehrfachschule ihren Sitz hat, aus. Somit ist sichergestellt, dass aufgrund der Alleinzuständigkeit der Bundesländer in Schul- und Bildungsangelegenheiten die an den Bundeswehrfachschulen erworbenen schulischen Abschlüsse bundesweit anerkannt sind. Berufsabschlüsse werden nach Kammerrecht durch die örtlich zuständige Industrie- und Handelskammer bzw. Handwerkskammer vergeben.
Die zu einer BwFachS kommandierten bzw. versetzten Soldaten in BFD-Ausbildung und die aktiven Soldaten in ZAW-Ausbildung sind truppendienstlich der ansässigen Bundeswehrfachschulbetreuungsstelle (BwFachSBetrSt) unterstellt. Die BwFachSBetrSt ist eine dem jeweiligen regional zuständigen Landeskommando nachgeordnete Dienststelle.

## Standorte und ehemalige Standorte

### Aktuelle Standorte
Bundeswehrfachschulen befinden sich heute in Berlin, Hamburg, Hannover, Karlsruhe, Kassel, Koblenz, Köln, München, Naumburg (Saale) und Veitshöchheim. 1957 wurde nur zwei Jahre nach Gründung der Bundeswehr die erste Bundeswehrfachschule in Koblenz eröffnet.
Die derzeit infrastrukturell modernste Bundeswehrfachschule befindet sich in Karlsruhe. Die infrastrukturell ältesten Bundeswehrfachschulen befinden sich in Köln und Koblenz. Alle Schulen verfügen über moderne Lehrraumausstattungen (z. B. digitale Tafeln).

### Ehemalige Standorte
Kurz nach dem Jahr 2000 wurden Bundeswehrfachschulen unter anderem in Bremen, Flensburg, Gießen, Kiel, Neubrandenburg, Oldenburg und Ulm geschlossen. Vorangegangen war die Schließung von Bundeswehrfachschulen unter anderem in Essen, Hamm, Munster, Neumünster und Regensburg in den 1990er Jahren. Somit bestehen von ehemals über dreißig Schulen derzeit noch zehn.

### Zukunftsperspektive
Der Bundesrechnungshof konstatiert in seinem Bericht Nr. 32 vom 18. April 2024, dass die Anzahl der Bundeswehrfachschulen nicht mehr dem tatsächlichen Bedarf entsprechen würde. Daher seien fünf Schulen zu schließen.

## Absolventen einer Bundeswehrfachschule
- Jens-Peter Nettekoven (* 1978), Politiker (CDU), Abschluss 2005, BwFachS Köln[10]

## Bekannte Lehrkräfte
- Gerd Löffler (* 1939), ehemaliger Politiker (CDU) und Wissenschaftler, BwFachS Hamburg